# Mojados
Mojados es un municipio de España, en la provincia de Valladolid, comunidad autónoma de Castilla y León.Tiene una superficie de 46,02 km² con una población de 3.281 habitantes y una densidad de 71,30 hab/km².

## Geografía
Se localiza en el sureste de la provincia de Valladolid, a 26 kilómetros de la capital, en la comarca de Tierra de Pinares. Situado a 718 metros sobre el nivel del mar, se asienta en un terreno predominantemente llano con algunas pequeñas lomas por el que discurre el río Cega en su curso bajo. 
Limita con los municipios de La Pedraja de Portillo, Aldea de San Miguel, Megeces, Alcazarén y Matapozuelos. 
| Noroeste: La Pedraja de Portillo | Norte: La Pedraja de Portillo | Noreste: Aldea de San Miguel |
| Oeste: Matapozuelos              |                               | Este: Megeces                |
| Suroeste: Alcazarén              | Sur: Alcazarén                | Sureste: Alcazarén           |

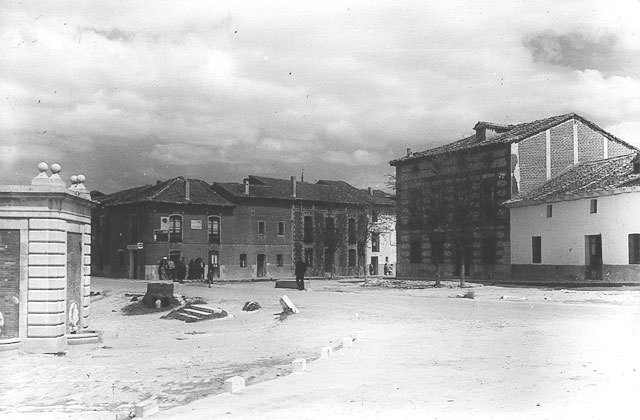
Plaza del pueblo, principios siglo XX

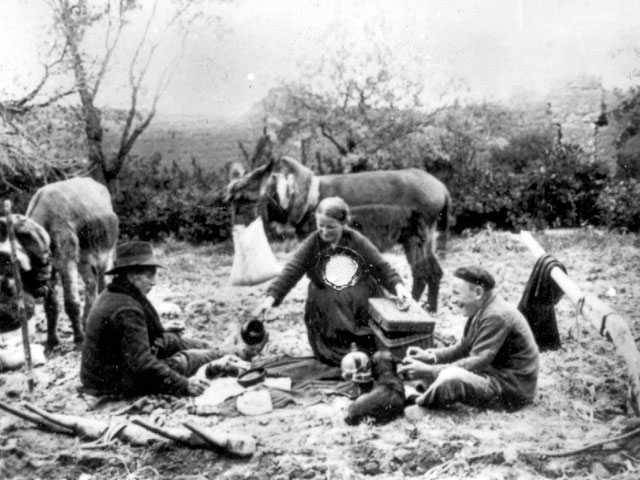
Campesinos

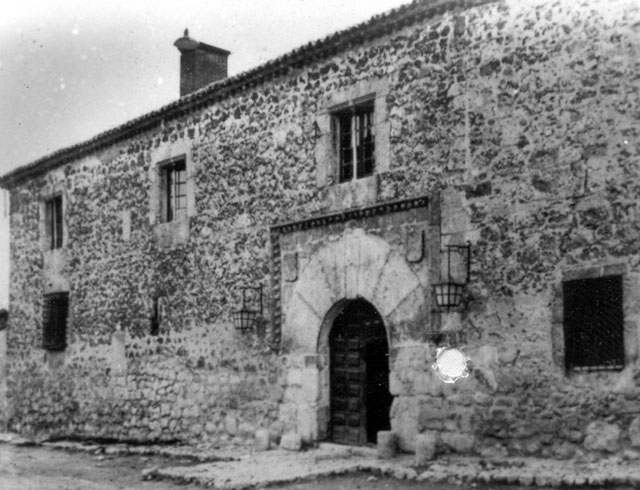
Palacio

Sus fiestas patronales son el primer fin de semana de octubre, dedicadas a la Virgen del Rosario, comenzando el jueves con la coronación de las reinas y culminan el lunes, siendo festivo en la localidad.
Otra festividad importante dentro de la localidad es la conmemoración de la visita de Carlos V, que se realiza a primeros de julio. La mayoría de ciudadanos participa en esta festividad, tanta es la expectación que la asociación de amas de casa de la localidad, confeccionan vestidos para todo aquel que quiera participar en esta festividad renacentista. 
Siguiendo este hilo de festividad, cada 8 de septiembre los vecinos de la localidad realizan su romería hacia la ermita de luguillas. 
La localidad es cruzada por el río Cega. Destaca un puente sobre el mismo de seis arcos de piedra, construido en 1575 por Juan de Nates bajo mandato de Felipe II. Otros lugares de interés son La Casa Solariega del Conde de la Patilla del siglo XV o XVI, (actualmente utilizado como un complejo de eventos), la Iglesia de Santa María del siglo XIV-XV, Iglesia de San Juan XIII-XIV, ambas en estilo mudéjar y el palacio episcopal del siglo XIV. También cuenta con dos ermitas: la de nuestra Señora de Luguillas; y la del Santa cristo.

## Demografía

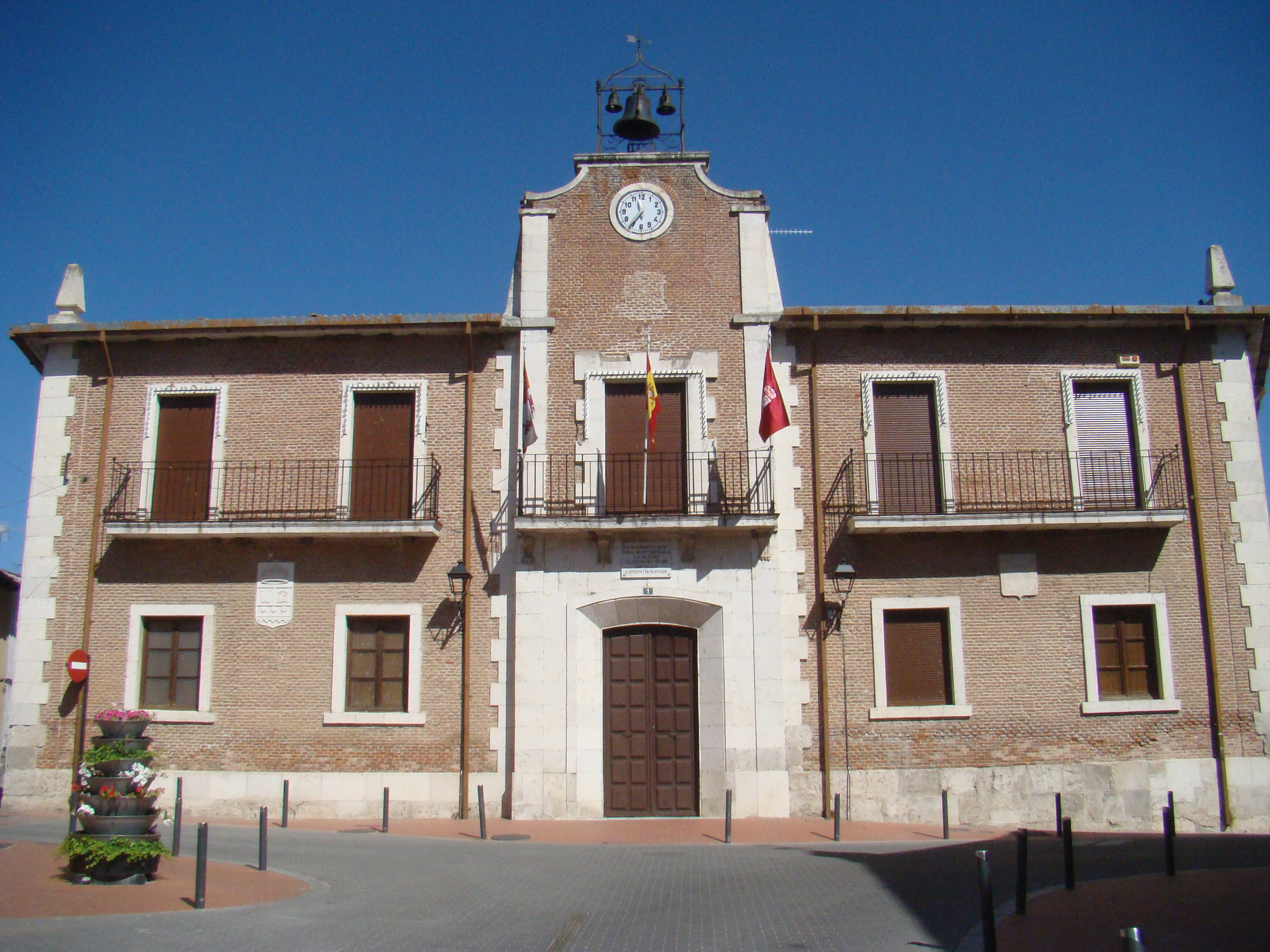
Casa consistorial

Cuenta con una población de 3393 habitantes (INE 2024).
| Gráfica de evolución demográfica de Mojados entre 1842 y 2021                                                         |
| |
| Población de derecho según los censos de población del INE. Población de hecho según los censos de población del INE. |

El municipio creció mucho en los últimos años del siglo XX y primeros del XXI debido a su cercanía con Valladolid y a la expansión de las urbanizaciones externas Urbanización Los Arcos, El Delfín Verde y Las Fuentes, convirtiéndose esta primera en el barrio más grande de la localidad, e internas como La Coronilla y La Coronilla 2, siendo esta última la más reciente.